# 先富論
先富論（せんぷろん）とは、1985年頃から中国共産党中央顧問委員会主任鄧小平が唱えた改革開放の基本原則を示すものである。
「我們的政策是譲一部分人、一部分地区先富起来、以帯動和幇助落伍的地区、先進地区幇助落伍地区是一個義務。」　※字体は日本語の漢字
(我々の政策は、先に豊かになれる者たちを富ませ、落伍した者たちを助けること、富裕層が貧困層を援助することを一つの義務にすることである。)

## 現状
鄧小平が先富論を唱えた後、1990年以降中国では年率二桁を超すことも珍しくない猛烈な経済成長を遂げる。ボストン・コンサルティング・グループの調査によると中国の流動資産100万ドル以上の超裕福層は2013年に約240万世帯まで増加している。また、1990年には1000万人程度しかいなかった中間層も2010年には6億人を超えており、一定の成果を上げている。しかし、「幇助落伍」は不十分であり、未だ取り残されている国民の約半数の低所得層への対策が今後の課題と言え、李克強首相はその対策としてリコノミクスを提唱している。